# تاكيزو لتشيهاشي
تاكيزو لتشيهاشي (باليابانية: 市橋 時蔵) (9 يونيو 1909 في هيوغو في اليابان – )؛ هو لاعب كرة قدم ياباني سابق كان يلعب كمهاجم. سبق له أن لعب مع منتخب اليابان.

## وصلات خارجية
- تاكيزو لتشيهاشي على موقع ناشيونال فوتبول تيمز (الإنجليزية)

- National Football Teams
- Japan National Football Team Database